# 肖作新
肖作新（1945年1月—），男，汉族，安徽阜阳人，中华人民共和国政治人物。

## 生平
1945年1月，肖作新出生在安徽省阜阳市农民家庭，其父在他出生2周时即去世，靠肖母亲给他人做鞋子、洗衣、磨面、拉板车维持生计。1963年元月，考入安徽师范大学（原合肥师范学院）。大学毕业后，被分配至阜阳城郊中学当教师。后历任阜阳行署教育局副局长、团地委书记、中共阜阳地委委员、宣传部长、地委副书记。1998年7月担任阜阳市代市长，1999年1月当选阜阳市市长。
1999年8月14日，被免去市委副书记职务，8月15日被“双规”。2000年1月10日被立案侦查，2月3日被逮捕。2001年10月15日终审判决无期徒刑，剥夺政治权利终身，并处没收个人全部财产。